# Тейпирование

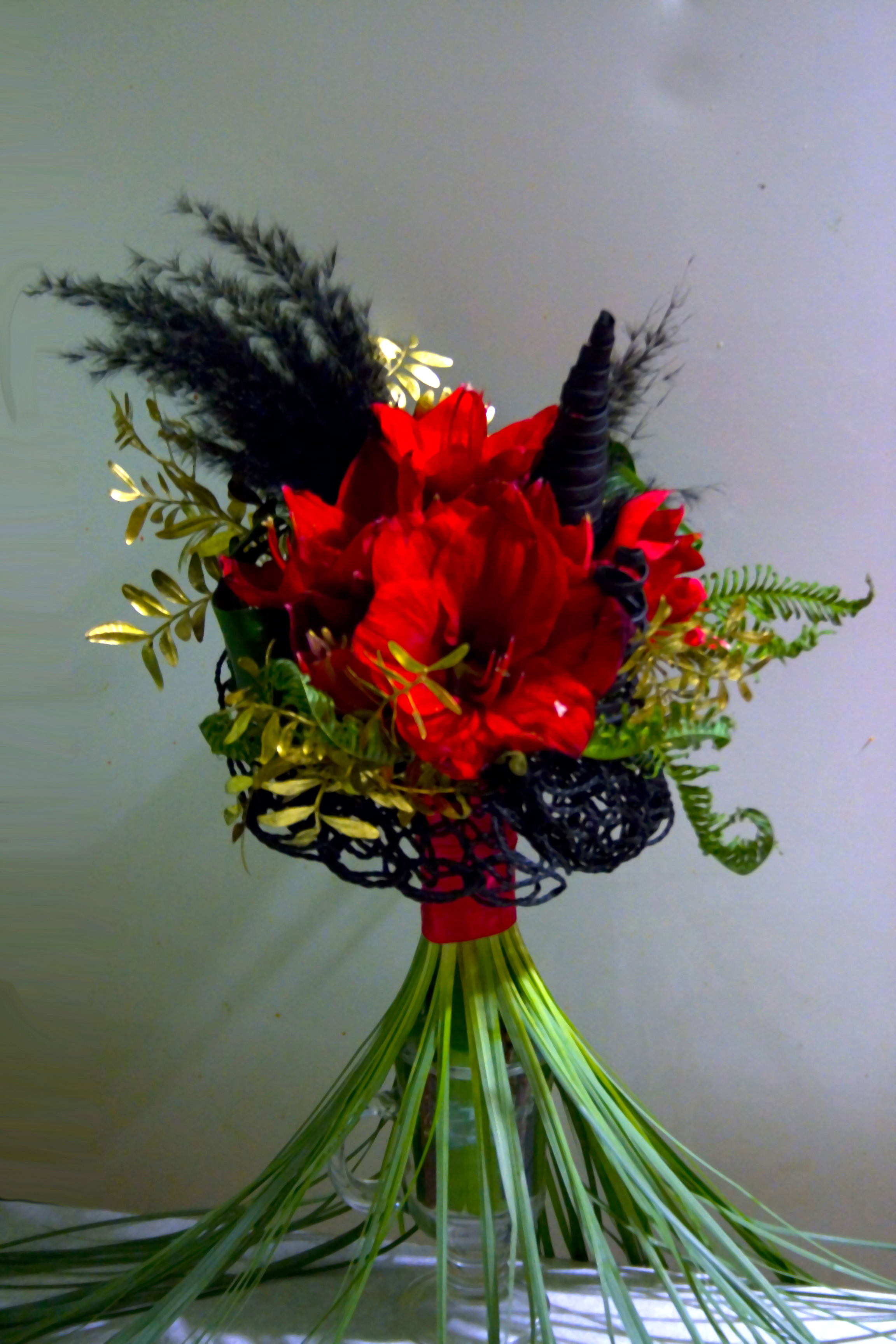
Тейпирование

Тейпирование — одна из флористических защитных техник для работы с живыми цветами; используется при составлении букетов и композиций, позволяя продлить жизнь срезанного растения, сделать букет прочным и лёгким.

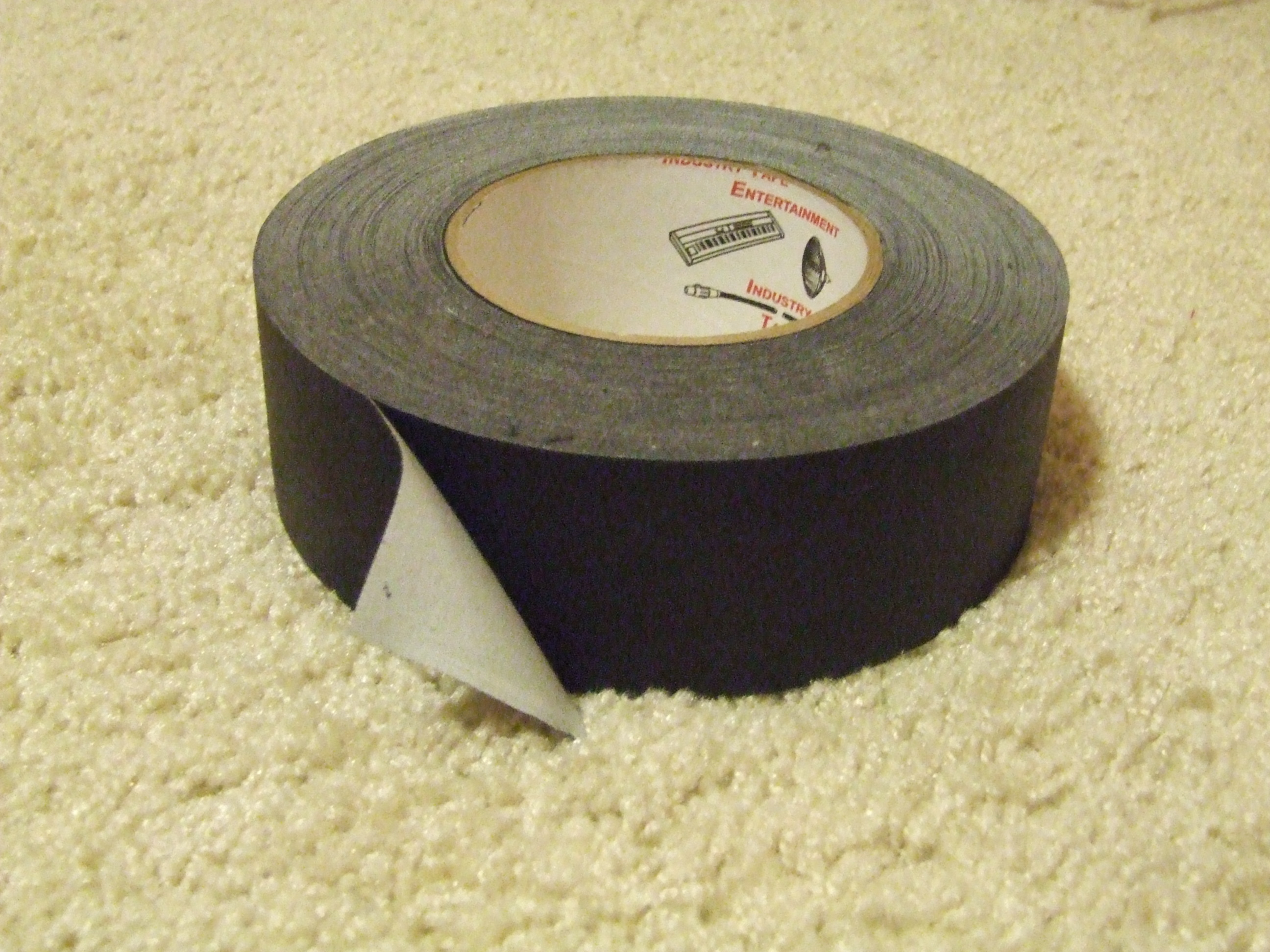
Тейп-лента

Техника тейпирования заключается в том, что стебель цветка срезается наискосок, затем цветок насаживается на флористическую проволоку, начиная от бутона и до конца ножки; под срез стебля подкладывается ватка, смоченная уксусом или водкой, и аккуратно, не оставляя пробелов, закрепляется тейп-лентой (лентой из вощёной бумаги, имеющей свойство растягиваться при натяжении и становиться липкой при трении руками; вместо тейп-ленты может быть использована пищевая плёнка).